# Joe Kent
Joseph Clay Kent (Sweet Home, 11 aprile 1980) è un politico statunitense, dal 31 luglio 2025 direttore del National Counterterrorism Center dopo essere stato in precedenza agente delle operazioni speciali dell’esercito degli Stati Uniti e della Central Intelligente Agency (CIA).  Candidato repubblicano alle elezioni del 2022 per il 3° distretto congressuale di Washington, ha sconfitto l'uscente Jaime Herrera Beutler alle primarie, ma ha perso in modo netto con la democratica Marie Gluesenkamp Perez nelle elezioni generali.  Ha riprovato  nel 2024 ma è stato nuovamente sconfitto da Gluesenkamp Perez.
Descritto come un politico di estrema destra e promotore di varie teorie del complotto (ha definito i vaccini Covid "una terapia genica sperimentale", gli assalitori di Capitol Hill “prigionieri politici”, la cultura americana “anti-maschio-bianco-eterosessuale”), Kent ha perso la moglie Shannon M. Kent,  tecnico crittografico della Marina degli Stati Uniti, schierata in Siria con l'Intelligence Support Activity (ISA) e uccisa nell'attentato di Manbij del 2019.

## Biografia
Kent è nato nel 1980 a Sweet Home, in Oregon, ed è cresciuto a Portland.

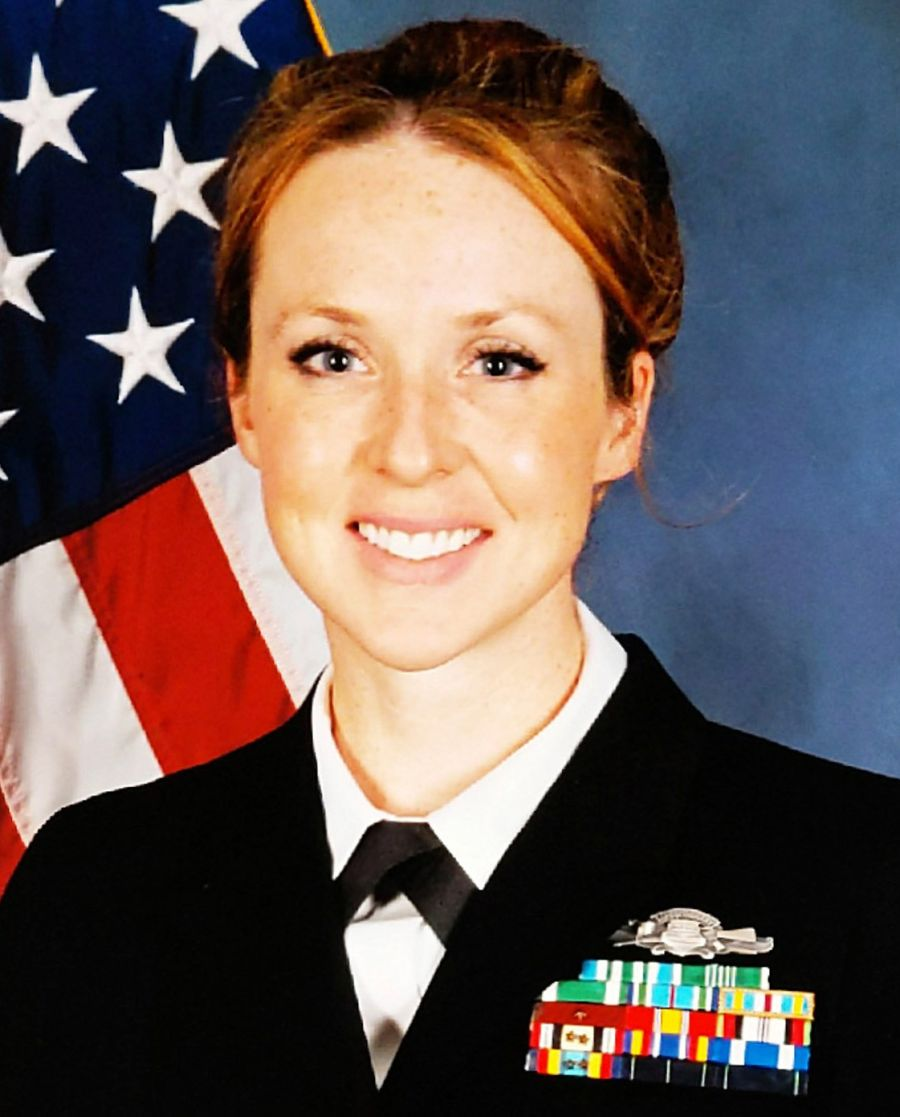
Shannon Kent era la moglie di Joe Kent. Venne uccisa nell'attentato di Manbij del 2019

Si arruolò nell'esercito degli Stati Uniti all'età di 18 anni  e prestò servizio  nel 75º Reggimento Ranger, nelle Forze Speciali dell'Esercito e nell'Attività di Supporto all'Intelligence.
Nel 2018, Kent ha lasciato l'esercito e ha iniziato a lavorare per il Centro attività speciali della CIA.  Ha lasciato quel lavoro dopo che sua moglie, Shannon, è stata uccisa nell'attentato di Manbij del 2019.

## Politica

### Campagna congressuale 2022
Kent ha annunciato il lancio della sua campagna per il 3° distretto congressuale di Washington il 18 febbraio 2021; ha citato il voto del rappresentante repubblicano in carica Jaime Herrera Beutler a favore del secondo impeachment di Donald Trump come fattore importante nella sua decisione di candidarsi. È stato appoggiato da Donald Trump e da numerose altre figure di spicco dell'ala pro-Trump del Partito Repubblicano, tra cui Michael T. Flynn e Matt Gaetz.  Durante la sua campagna, è stato spesso ospite di Tucker Carlson Tonight, dello show di Steve Bannon Bannon's War Room e di vari programmi su One America News Network e InfoWars. Durante la campagna elettorale ha fatto riferimento più volte al lavoro dello scrittore suprematista bianco Sam Francis.
Il 3 agosto 2022, Kent è arrivato secondo alle primarie apartitiche per la corsa al Congresso, trovandosi di fronte alle elezioni generali la candidata democratica Marie Gluesenkamp Perez. Herrera Beutler, arrivata terza alle primarie, non lo ha ha appoggiato. Kent ha perso le elezioni contro Perez ma ha dichiarato che non avrebbe accettato il responso fino a quando "ogni voto legale non sarà contato", cosa che fece  il 21 dicembre dopo il riconteggio dei voti.

### Campagna congressuale 2024
L'11 gennaio 2023, Kent ha annunciato che si sarebbe ricandidato per lo stesso seggio della Camera nel 2024, affermando che Gluesenkamp Perez "vota di pari passo [con] l'agenda della sinistra radicale che sta schiacciando le famiglie dei lavoratori". È stato uno dei tre candidati a sfidare Gluesenkamp Perez.
Il 16 agosto 2023, il Comitato Centrale del Partito Repubblicano dello Stato di Washington (WSRP) ha approvato la candidatura di Kent. Il suo comitato di azione politica ha raccolto 821.000 dollari fino al terzo trimestre del 2023, attirando donazioni da più di tre dozzine di Stati. Kent ha perso nella rivincita con Gluesenkamp Perez.

### Centro nazionale antiterrorismo (2025-oggi)
Il 3 febbraio 2025 Donald Trump lo ha nominato, con un annuncio su Truth Social, direttore del National Counterterrorism Center. Il 25 febbraio 2025 il Senato degli Stati Uniti lo ha confermato nell'incarico.

## Opinioni
Le opinioni politiche di Kent si allineano con l'estrema destra negli Stati Uniti. Approvato dall'House Freedom Caucus, Kent ha affermato che le elezioni presidenziali del 2020 sono state “rubate” a Donald Trump, un punto focale della sua campagna del 2022. Ha etichettato gli autori dell'attacco al Campidoglio degli Stati Uniti del 6 gennaio come "prigionieri politici" e ha parlato a una manifestazione in loro difesa organizzata dal suo principale consigliere. Ha sostenuto l'impeachment di Joe Biden e, sulla scia della perquisizione dell'FBI a Mar-a-Lago, di Merrick Garland.
In un dibattito del settembre 2022 contro Perez, Kent ha affermato di non essere vaccinato e che i vaccini COVID-19 sono una forma di terapia genica sperimentale. Kent ha inoltre dichiarato di sostenere i programmi di voucher scolastici e le detrazioni fiscali per i figli, oltre a dare priorità all'indipendenza energetica.
Kent ha etichettato la sua filosofia politica come "populismo inclusivo"; un portavoce ha affermato che "rifiuta il razzismo e il fanatismo" mentre promuove una "agenda America First". In una intervista ha detto: "Se sei un nazionalista bianco o un suprematista bianco, non ho tempo per te". Si considera un non interventista, citando la sua esperienza militare e la morte di sua moglie. Ha detto di aver perso molti amici e sua moglie a causa del "fatto che la nostra classe dirigente - repubblicani e democratici - ha costantemente mentito al popolo americano per tenerci impegnati in guerre all'estero".

### Contatti con gruppi di estrema destra
La campagna di Kent del 2022 è stata approvata fin dall'inizio dal commentatore nazionalista bianco Nick Fuentes. Fuentes aveva partecipato a una telefonata con Kent per discutere della strategia dei social media; Kent in seguito ha detto di non aver avuto ulteriori contatti con Fuentes e di aver parlato con un membro di American Virtue, un gruppo nazionalista bianco poco conosciuto alleato di Fuentes: espresse sostegno per una moratoria su tutta l'immigrazione e affermò che "la cultura [americana] è anti-bianca" e "anti-maschio-bianco-eterosessuale".
Graham Jorgensen, membro dell'organizzazione neofascista Proud Boys, è stato assunto come consulente per la campagna 2022 di Kent. Anche Joey Gibson, fondatore del gruppo di estrema destra Patriot Prayer, è stato legato a Kent; Gibson ha promosso pesantemente la campagna di Kent sui social media e ha parlato a una raccolta fondi per Kent, in cui Kent ha elogiato Gibson per "aver difeso questa comunità quando la nostra comunità era sotto attacco da parte degli antifa".
Nel giugno 2022, Kent è stato intervistato da Greyson Arnold, uno streamer neonazista di YouTube. Kent ha anche posato per una fotografia con Arnold finita poi sui social media. Un portavoce della sua campagna ha detto che Kent non era a conoscenza di chi fosse Arnold, pensava che fosse un giornalista locale.